# شکرلوی علیا
شکرلوی علیا یک روستا در ایران است که در دهستان اجارود شمالی واقع شده‌است. شکرلوی علیا ۷۰ نفر جمعیت دارد.